# Költségvetési Tanács
A Költségvetési Tanács (KT) Magyarországon az állami költségvetés készítésének folyamatát felügyelő független testület. A KT-nak nincs vétójoga költségvetési kérdésekben, de saját számításokat végez, javaslatokat tesz és feladata, hogy tekintélye súlyával őrködjön az állami költségvetések megalapozottsága és átláthatósága felett.

## Történet
A háromtagú Tanácsot a 2008 végén az Országgyűlés által elfogadott LXXV. törvény alapján hozták létre, amely a Nemzetközi Valutaalappal (IMF) kötött megállapodás része volt. Elnökét a köztársasági elnök, egy-egy tagját pedig a Magyar Nemzeti Bank (MNB) elnöke és az Állami Számvevőszék (ÁSZ) elnöke jelöli. Első három tagját 2009 januárjában jelölték. Kopits Györgyöt a Tanács elnökének, Oblath Gábort és Török Ádámot a Tanács tagjainak az Országgyűlés 2009. február 16-án választotta meg. A testület és a tagok presztízsét jelezte, hogy a jelöltek egyetlen ellenszavazatot sem kaptak és csak egy képviselő tartózkodott az egyébként rendkívül megosztott Országgyűlésben. Megválasztásukkal egyidőben Kopits és Oblath lemondtak tagságukról a Magyar Nemzeti Bank kamatdöntő Monetáris Tanácsában, megszüntetve az összeférhetetlenséget.
A második Orbán-kormány először a KT szakmai apparátusának fenntartási költségeit vonta el, majd a tagokat és 2010. december 31-én az elnököt is felmentette munkájából.
Az új szabályozás szerint a Tanácsot ezentúl az Állami Számvevőszék elnöke, a jegybankelnök és az államfő egy delegáltja alkotja.

## Tagjai

### 2009 február 16. – 2010. december 31.
- Kopits György (elnök)
- Oblath Gábor
- Török Ádám

### 2011. január 1-től
| Időszak   | Állami Számvevőszék elnöke | Magyar Nemzeti Bank elnöke | Köztársasági elnök delegáltja |
| --------- | -------------------------- | -------------------------- | ----------------------------- |
| 2011–2012 | Domokos László             | Simor András               | Járai Zsigmond                |
| 2012–2013 | Domokos László             | Simor András               | Kovács Árpád                  |
| 2013–2022 | Domokos László             | Matolcsy György            | Kovács Árpád                  |
| 2022–2023 | Windisch László            | Matolcsy György            | Kovács Árpád                  |
| 2023–2025 | Windisch László            | Matolcsy György            | Horváth Gábor                 |
| 2025–     | Windisch László            | Varga Mihály               | Horváth Gábor                 |

Források:

## A legfontosabb szabályok
A Költségvetési Tanácsot az Országgyűlés választja a parlamenti ciklusokon átívelően, kilenc évre. Tagjai nem választhatók újra, kivéve aki kevesebb mint három évig volt tag (ő egyszer újraválasztható). A törvény több összeférhetetlenségi szabállyal igyekszik garantálni a tagok függetlenségét. Hetvenéves korában a tag megbízatása megszűnik.
Az előkészítési és ügyviteli feladatokat a Tanács számára a Költségvetési Tanács Titkársága látja el.
A 2012-től hatályos stabilitási törvény (2011. évi CXCIV. tv.) szerint a Költségvetési Tanács részt vesz a központi költségvetésről szóló törvény előkészítésében és az államadósság mértékére vonatkozó előírások betartásának ellenőrzésében. A korábbi szabályozástól eltérően tagjait nem az Országgyűlés választja meg, hanem annak tagja a mindenkori ÁSZ elnök és az MNB elnöke, illetve a KT elnökét a köztársasági elnök nevezi ki hat évre. A stabilitási törvény nem tartalmaz arra vonatkozóan rendelkezést, hogy a tagok vagy az elnök megbízatása megszűnne bizonyos korhatár elérésével, illetve nem zárja ki az elnök újbóli kinevezését sem.

## Háttere
A költségvetési felelősségről szóló törvény – és benne a Költségvetési Tanács létrehozása – része volt a Magyarország és a Nemzetközi Valutaalap (IMF) közt 2008 őszén, a 2008-ban kirobbant gazdasági világválság kirobbanása után kötött megállapodásnak. Az IMF vállalta, hogy a Világbankkal és az Európai Unióval együtt összesen 25,1 milliárd dolláros hitelkeretet bocsát Magyarország rendelkezésére, hogy ezzel eloszlassák az ország rövidtávú külső fizetőképessége miatt jelentkező befektetői aggodalmakat. Magyarország cserébe azt vállalta, hogy tovább csökkenti az államháztartás hiányát, illetve a költségvetési fegyelmet erősítő jogszabályokat vezet be.
A független felügyelő testület létrehozását már évek óta sürgette a legnagyobb ellenzéki párt, a Fidesz és számos közgazdász is, miután 2006-ig Magyarország rendre jelentősen túllépte az éves költségvetésekben meghatározott államháztartási hiány célokat, az Európai Unió legmagasabb deficitjeit produkálva és sebezhetővé téve a gazdaságot az olyan külső sokkokra, mint amilyen 2008 őszén érkezett.

## Feladatai
A Költségvetési Tanács feladatai a 2012. január 1-jén hatályon kívül helyezett törvény alapján a következők voltak:
- Makrogazdasági előrejelzéseket készít.
- A költségvetési adatokra vonatkozóan technikai kivetítést készít.
- A költségvetési tervezéssel, előrejelzéssel és hatásvizsgálattal kapcsolatos módszertani ajánlásokat készít.
- Becslést készít mind a benyújtást követően, mind a zárószavazást megelőzően a költségvetési és pótköltségvetési törvényjavaslatok, valamint minden olyan, az Országgyűlés által tárgyalt törvényjavaslat költségvetési hatására vonatkozóan, amely külső tételek alakulására befolyással lehet.
- Becslést készíthet az Országgyűlés által tárgyalt… törvényjavaslatok, továbbá azon módosító, kapcsolódó módosító és zárószavazás előtti módosító javaslatok költségvetési hatására vonatkozóan, amelyekről a Házszabály szerint az Országgyűlésnek határoznia kell.
- Megkeresésükre a feladatkörébe tartozó kérdésekről tájékoztatja a köztársasági elnököt, az országgyűlési biztosokat, az Állami Számvevőszék elnökét, a Magyar Nemzeti Bank elnökét és az Országgyűlés bizottságait.
- Tájékoztathatja az Országgyűlés költségvetési ügyekben feladatkörrel rendelkező bizottságát vagy a Kormányt a költségvetési fegyelem megtartását és az államháztartás átláthatóságát célzó jogszabály-alkotási javaslatairól.
- Véleményezi a költségvetési elszámolási és számviteli tárgyú jogszabályok tervezeteit.

Feladatai egy részét 2009. július 1-jétől, más részét 2010. július 1-jétől kellett ellátnia.
A tanács feladatait jelenleg a Magyarország gazdasági stabilitásáról szóló 2011. évi CXCIV. törvény IV. fejezete részletezi.